# Ritratto di Niccolò Vespucci
Il Ritratto di Niccolò Vespucci è un dipinto a olio su tavola (68x54 cm) attribuito a Girolamo da Carpi (e in passato al Parmigianino), databile al 1526-1527 e conservato nel Niedersächsisches Landesmuseum di Hannover.